# Rhamnidium elaeocarpum
Rhamnidium elaeocarpum är en brakvedsväxtart som beskrevs av Reiss.. Rhamnidium elaeocarpum ingår i släktet Rhamnidium och familjen brakvedsväxter. Inga underarter finns listade i Catalogue of Life.